# Kodak DCS 100

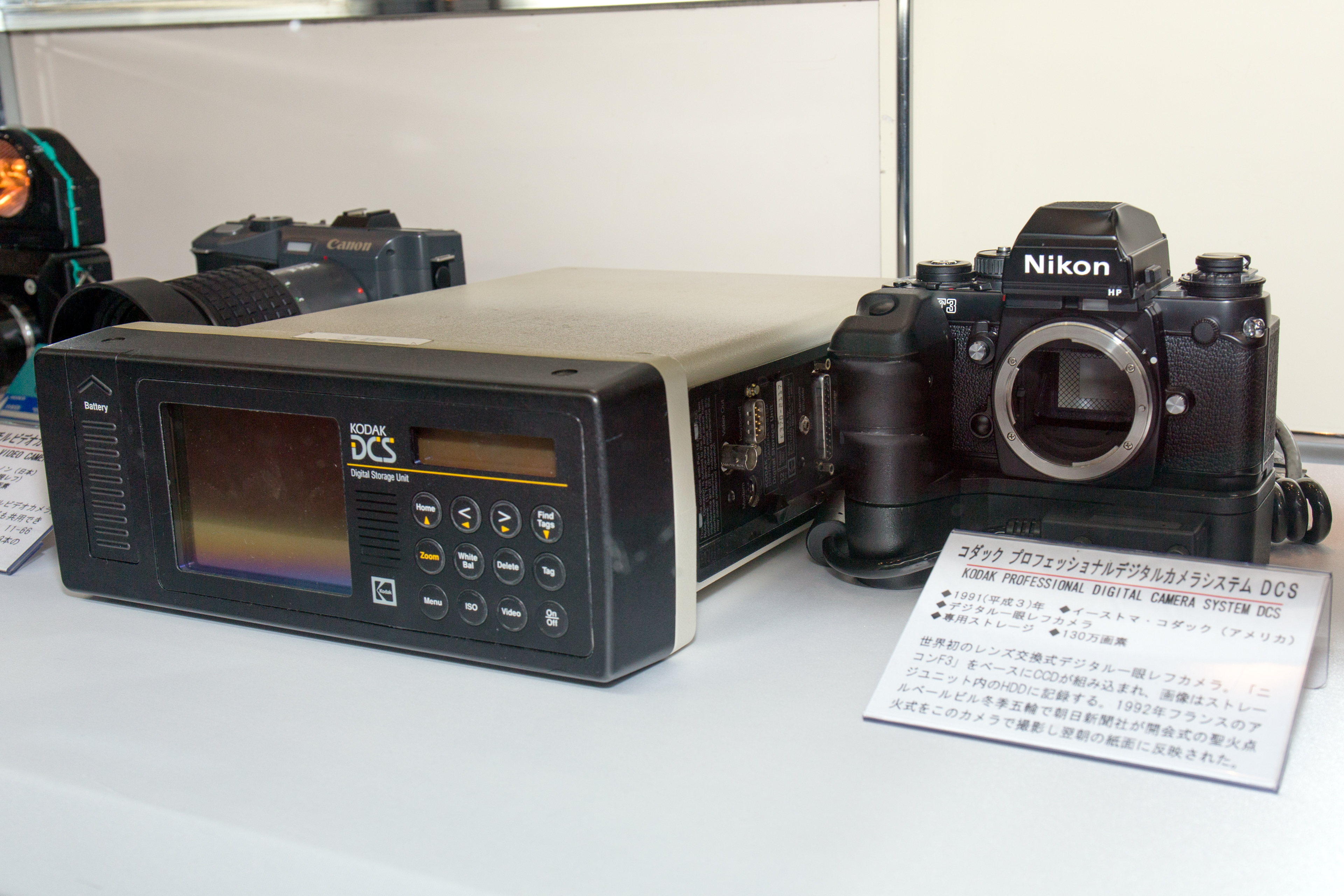
Система «Kodak DCS»: корпус Nikon F3 HP с цифровой приставкой и внешний блок Digital Storage Unit

Kodak DCS 100 — неофициальное общее название первого семейства серийных профессиональных цифровых зеркальных фотоаппаратов Kodak DCS (англ. Kodak Professional Digital Camera System), созданного компанией Eastman Kodak в мае 1991 года на базе малоформатного зеркального фотоаппарата Nikon F3. Устройство стало дальнейшим развитием экспериментального образца «Hawkeye II», разрабатывавшегося по заказу военных. Фотокамера была нацелена преимущественно на рынок фотожурналистики заинтересованный в быстрой передаче фотоснимков из удалённых мест.

## Конструкция
Своим появлением устройство обязано ПЗС-матрице «Kodak M3», которая в 1989 году стала первым в мире цветным сенсором с разрешением более 1 мегапикселя. Предыдущий прототип «IRIS» с чёрно-белой матрицей «М1», предназначенный для того же рынка, остался невостребованным экспериментальным образцом. 
Фотоаппараты семейства Kodak DCS представляли собой стандартный «Nikon F3 HP» с установленным вместо съёмной задней крышки цифровым блоком DCS Digital Film Back и вайндером, который стыковался с камерой через соединения, предусмотренные для штатного моторного привода MD-4. Крышка содержала матрицу и вместе с блоком вайндера составляла цифровую приставку, формирующую файлы изображения. Физический размер сенсора был меньше малоформатного кадра, поэтому при использовании стандартных объективов Nikkor их угол поля зрения уменьшался пропорционально кроп-фактору 1,8. Границы кадра, считываемого матрицей, размечались на фокусировочном экране рамкой. Цифровую приставку можно было заменить стандартной задней крышкой, входившей в комплект, и использовать фотоаппарат для съёмки на плёнку.
Всего выпускались 6 версий устройства, отличавшиеся матрицей и объёмом буфера. Во всех вариантах модели Kodak DCS DC3 устанавливалась цветная матрица, а в Kodak DCS DM3 — чёрно-белая. Обе модели обладали одинаковым разрешением 1,3 мегапикселя, но различной светочувствительностью: у монохромной версии она была вдвое выше цветной. Диапазон значений ISO цветной версии составлял от 100 до 800, тогда как чёрно-белой — от 200 до 1600. Максимальная скорость съёмки Kodak DCS — 2,5 кадра в секунду сериями до 6 снимков. В случае более длинной серии скорость замедляется до 1 снимка в 2 секунды до полного освобождения буфера ёмкостью 8 мегабайт. Варианты, оснащённые буфером в 32 мегабайта допускают длину серии до 24 кадров без снижения частоты съёмки. 
Приставка соединялась кабелем с внешним блоком хранения цифровых данных Digital Storage Unit (DSU), который переносился на плечевом ремне. DSU содержал 3,5-дюймовый жесткий диск объёмом 200 мегабайт, на котором можно было сохранить до 156 изображений без сжатия или до 600 сжатых, используя JPEG-конвертер, модуль которого устанавливался дополнительно. Отснятые кадры можно было сразу же посмотреть на встроенном в DSU четырёхдюймовом жидкокристаллическом дисплее. Внешняя клавиатура позволяла создавать подписи к снимкам. Вес блока вместе с аккумуляторами составлял 3,5 кг., а общий вес устройства вместе с фотоаппаратом — около 5 кг. Питание всей системы осуществлялось от общей аккумуляторной батареи или сетевого блока питания.

## Интересные факты
- С 1991 до 1994 года было продано 987 экземпляров камеры Kodak DCS различных вариаций по цене от 20 до 25 тысяч долларов[3]. Вопреки ожиданиям, покупателями стали не только фотослужбы газет и информационных агентств, но и медицинские учреждения, а также армия США, полиция и промышленные предприятия[4].

- По утверждению разработчиков, Nikon никак не участвовал в создании гибридов. Фотоаппараты были закуплены через обычную дилерскую сеть и использованы без ведома производителя[4].

- Несмотря на выпуск новейшей автофокусной камеры Nikon F4, для создания цифрового гибрида была выбрана более старая модель F3 по соображениям удобства механического соединения с приставкой[4]. Гибрид Nikon F4 ESC NASA с чёрно-белой матрицей был создан корпорацией Nikon совместно с NASA.

- Название Kodak DCS 100 никогда не использовалось производителем и случайно придумано журналистами. Впервые оно появилось в газете «Нью-Йорк Таймс» 2 августа 1992 года, в анонсе выхода следующего поколения Kodak DCS 200[4][8].